# Rex Edward Richards
Sir Rex Edward Richards FRS FRSC FBA (* 28. Oktober 1922 in Colyton, Devon, England; † 15. Juli 2019) war ein britischer Chemiker.

## Leben
Nach dem Schulbesuch studierte er Chemie an der University of Oxford und war anschließend von 1947 bis 1964 Tutor und Wissenschaftler am dortigen Lincoln College.
Seit Ende der 1940er Jahre befasste er sich dort mit grundlegenden Studien auf dem Gebiet der Kernspinresonanzspektroskopie, ehe er sich später mit der Anwendung der NMR-Spektroskopie bei biologischen Problemen und der Entwicklung der Magnetresonanztomographie. Die Royal Society of Chemistry verlieh ihm 1954 die Corday-Morgan-Medaille. Fünf Jahre später erfolgte seine Berufung zum Fellow der Royal Society.
Im Anschluss nahm er 1964 den Ruf auf eine Professur am Dr. Lee-Lehrstuhl für Physikalische Chemie, ehe er von 1969 bis 1984 Direktor des Merton College der University of Oxford war. Richards wurde 1976 in Anerkennung seiner hervorragenden Beiträge zur Kernresonanz-Spektroskopie und ihrer Anwendung auf chemische und biologische Probleme mit der Davy-Medaille der Royal Society die höchste britische Auszeichnung für Wissenschaftler auf dem Gebiet der Chemie verliehen.
1977 wurde er zum Knight Bachelor geschlagen und führte fortan das Adelsprädikat „Sir“. Zugleich war er von 1977 bis 1981 auch Vizekanzler der Universität Oxford.
1982 wurde er Kanzler der 1955 gegründeten University of Exeter und hatte diese Funktion bis 1998 inne. Daneben war er zwischen 1984 und 1993 Direktor des von William Lever, 1. Viscount Leverhulme gestifteten Leverhulme Trust für Stipendien im Bereich der Forschung.
Sir Rex Richards erhielt darüber hinaus in Anerkennung seiner vielen sowohl praktischen als auch theoretischen Beiträge zur Kernspinresonanz 1986 die Royal Medal. Des Weiteren war er noch 1992 Präsident der Royal Society of Chemistry, Korrespondierendes Mitglied der Académie des sciences und Ehrenmitglied der British Academy.

## Quelle
- Chambers Biographical Dictionary, Edinburgh 2002, ISBN 0-550-10051-2, S. 1281